# Скрипчинский, Василий Васильевич
Василий Васильевич Скрипчинский (1909—1987) — советский учёный, доктор биологических наук, профессор, основатель и первый директор Ставропольского ботанического сада.
Автор более 200 научных работ, в том числе монографий и научно-популярных книг.

## Биография
Родился 27 февраля 1909 года в Ростове-на-Дону. Его отец — Василий Ефимович, окончил Юрьевский и Киевский университеты, работал юристом. Мать — Валентина Андриановна, оказывала помощь своему мужу и занималась домашним хозяйством. В 1917 году семья Скрипчинских переехала в Ставрополь.

### Образование
Василий учился в ставропольской школе № 1. После школы некоторое работал на фабрике Опреселькредсоюза. Затем поступил на агрономический факультет Северо-Кавказского зерновом институте (СКЗИ, ныне Донской государственный аграрный университет), по окончании которого получил квалификацию агронома-растениевода. Ещё в студенческие годы он начал заниматься научными исследованиями под руководством профессоров И. В. Новопокровского и А. Н. Носатовского.
17 февраля 1944 года на заседании учёного совета Харьковского сельскохозяйственного института защитил диссертацию и получил звание кандидата сельскохозяйственных наук. Докторскую диссертацию «Некоторые закономерности онтогенеза многолетних и однолетних кустовых злаков» защитил в декабре 1958 года. В 1966 году В. В. Скрипчинскому было присуждено звание профессора по специальности «физиология растений».

### Деятельность
После окончания вуза, в 1931—1934 годах, работал в Ставропольском отделении государственной семенной инспекции. В 1934—1938 годах работал на Всесоюзной рисовой опытной станции в Краснодаре под руководством профессора К. А. Сорокина. Опыт работы на Краснодарской опытной станции рядом с выдающимися селекционерами определили направление научных интересов Василия Скрипчинского на многие годы вперед. Первую свою научную статью опубликовал в 1937 году совместно с К. А. Сорокиным. В марте 1938 года Скрипчинский вернулся в Ставрополь, где до конца жизни занимался научно-исследовательской и педагогической деятельностью. С 1938 по 1950 од работал на Ставропольском опытном поле многолетних культур, руководимым известным селекционером А. И. Державиным; здесь развивал такие направления своих научных исследований как биология развития и продолжительность жизни многолетних и однолетних злаков. В период с 1941 по 1945 год находился на службе в РККА на офицерских должностях в запасном полку № 54, дислоцированном в городе Каттакурган, ныне Узбекистана, где во время эвакуации находился Харьковский сельскохозяйственный институт (ХСХИ, ныне Харьковский национальный аграрный университет имени В. В. Докучаева). Работал с известными учёными — физиологом Ф. Ф. Мацковым, генетиком Л. Н. Делоне и биологом И. С. Амелиным.
В 1946—1959 годах являлся доцентом кафедры ботаники и физиологии растений Ставропольского сельскохозяйственного института (ССХИ, ныне Ставропольский государственный аграрный университет). За свои взгляды на развитие агробиологической науки в СССР, противоречащие академику Т. Л. Лысенко, был из института уволен. В 1957 году Василий Васильевич инициировал создание Ставропольского отделения Всесоюзного ботанического общества, оставаясь бессменным его председателем до конца жизни. С 1958 года вся его дальнейшая жизнь и научная деятельность были связаны с Ботаническим садом, образованным 22 января 1959 года и ставшим детищем учёного. Скрипчинскм были разработаны плановое задание на строительство, зонирование и разбивка его территории (102 гектара), большую помощь в консультировании ему оказывал Совет ботанических садов СССР и Главный ботанический сад в лице академика Н. В. Цицина и ландшафтного архитектора И. М. Петрова. В 1960 году Василий Васильевич Скрипчинский был назначен первым директором ботанического сада и оставался его неизменным научным руководителем в течение 26 лет.
В 1964 году В. В. Скрипчинский был избран председателем Совета ботанических садов Северо-Кавказского региона и членом Центрального совета ботанических садов СССР, оставаясь на этих должностях до конца жизни. Он участвовал в издании Сельскохозяйственной и Большой Советской энциклопедий. Совместно с учёными Педагогического института описал ряд ботанических, зоологических и краеведческих маршрутов в книгах «По родному Ставрополью» (1950), «Экскурсии по Ставрополью» (1951), «Кавказские Минеральные Воды» (1952). Скрипчинский неоднократно избирался в редакционные советы и редколлегии научных журналов и изданий, был постоянным членом Музейно-краеведческого совета города Ставрополя, Учёного совета Тебердинского государственного заповедника, многих диссертационных советов и других общественных организаций.
В июле 1999 года по ходатайству научной общественности, губернатора и Ставропольской краевой думы имя В. В. Скрипчинского было присвоено Ставропольскому ботаническому саду. Его именем также назван и описан редкий вид василёк Скрипчинского (Centaurea sckripchinskii). В июне 2019 года в Северо-Кавказском федеральном научном аграрном центре состоялась II Международная научно-практическая конференция «Проблемы интродукции и рационального использования растительных ресурсов», посвященная 60-летию Ставропольского ботанического сада и 110-летию профессора В. В. Скрипчинского.
На заслуженный отдых вышел только в 1983 году. Умер в Ставрополе 18 декабря 1987 года.
Был удостоен звания «Заслуженный деятель науки РСФСР» (1980), награждён орденом Трудового Красного Знамени и медалями.